# 阳溪镇
阳溪镇，是中华人民共和国贵州省遵义市道真仡佬族苗族自治县下辖的一个乡镇级行政单位。

## 行政区划
阳溪镇下辖以下地区：
阳溪村、四坪村、龙台村和阳坝村。